# دافيدي جوليانو
دافيدي جوليانو (بالإيطالية: Davide Giugliano)‏ مواليد 28 أكتوبر 1989 في روما، هو متسابق دراجات نارية إيطالي. نافس في بطولة العالم للسوبربايك وبطولة العالم للسوبرسبورت.

## روابط خارجية
- دافيدي جوليانو على موقع WorldSBK.com (الإنجليزية)